# Arlet
 Arlet  es una población y comuna francesa, situada en la región de Auvernia, departamento de Alto Loira, en el distrito de Brioude y cantón de Lavoûte-Chilhac.

## Demografía
| 56 | 42 | 31 | 28 | 25 | 20 |
| Para los censos de 1962 a 1999 la población legal corresponde a la población sin duplicidades (Fuente: INSEE [Consultar]) |    |    |    |    |    |